# Resistance (Sanctuary – Génrejtek)
A Resistance a Sanctuary – Génrejtek című kanadai sci-fi-fantasy televíziós sorozat negyedik évadjának ötödik epizódja.

## Ismertető
Helennek és társainak sikerül elkapni egy veszélyes abnormálist, amikor megjelenik a különleges egység és testét az Új-Mexikói sivatagba, az 51-es körzetbe viszik. Helen és Henry is odamegy, de az épületben elkapják őket. A titkos egység vezetője maga Nikola Tesla, akinek a kormány azt a megbízatást adta, hogy a Föld felszínén maradt üregesföldi abnormálisokat tanulmányozza. Bár Tesla nem árul el semmi mást, Magnus gyanítja, hogy valami gond van a bázison. Tesla csak azért vállalta el a feladatot, hogy közben saját kutatásán, egy energiaforráson dolgozhasson, mely a Föld hasadékából nyer energiát. Azonban amikor tesztelte az energiaforrást, egy sok csápos szörnyeteg került a bázisra, mely azóta is több katonát ragadott magával.
A Menedék vendége egy alacsony emberke, Galvo, akit vissza kellene juttatni Üregesföldbe. Galvónak információi vannak a Földön maradt üregesföldiekről. Mikor azonban Will és Nagyfiú értük mennek, a lényeket elpusztítja valami. Nagyfiú rájön, hogy Galvo tette, mert gyengének vélte őket, amiért vissza akartak térni otthonaikba, ahelyett, hogy a Föld elfoglalásában vettek volna részt.
Míg Henry és Nikola az erőforrást próbálják kikapcsolni, Helen a bázison rekedt embereket igyekszik kijuttatni, mielőtt a lény ismét támad. Az eszközt nem sikerül leállítani, és bár Tesla örül saját találmányának, Helen szerint el kell pusztítani, mielőtt az áldozatok száma növekszik. A következő támadásnál a lény Henryt ragadja el, így ha le is állítják a szerkezetet, Henry a hasadékban reked. Észreveszik Henry jelét az épületen belül, vagyis a hasadék a közelükben van. Tesla az energiamezőn keresztül a hasadékba megy, hogy kiszabadítsa őt, majd leállítják a szerkezetet. Tesla nem tart velük, de visszatérve a Menedékbe Henry észreveszi, hogy a számítógépére töltötte a kormány titkos épületeivel és foglyul ejtett abnormálisokkal kapcsolatos összes információt.

## Fogadtatás
Az epizód nézettségi aránya valamivel jobb volt az előzőhöz képest, november 4-én este 1,258 millió néző látta.